# إزينو لاريو
إزينو لاريو (بالإيطالية: Esino Lario)‏، هي بلدية (كومونا) في مقاطعة ليكو الإيطالية، تقع على بعد 60 كيلومتر شمال مدينة ميلان، تبلغ مساحتها 18.7 كيلو متر مربع ، وبلغ عدد سكانها في 31 ديسمبر 2004 ،772 نسمة
إحتضنت هذه البلدية مؤتمر ويكيمانيا من 21 إلى 26 جوان 2016

## ديموغرافيا
بيانات تاريخية للسكان:

## قراءة إضافية
- David Robertson, Sarah Stewart, Italian Lakes, Hunter Publishing, 2004, p. 19.
- Richard Sale, Italian Lakes, Hunter Publishing, 2006, p. 112.
- Paulist Press, Beds and Blessings in Italy: A Guide to Religious Hospitality, Hidden Spring, 2010, p. 165.

## روابط خارجية
- الموقع الرسمي